# 我走向列宁主义的道路
《我走向列宁主义的道路》是胡志明的短文，描述了他第一次接触列宁主义并最终接受马克思列宁主义的过程。